# Dallas-Fort Worth Film Critics Association Awards 2019
La 25ª edizione dei Dallas- Fort Worth Film Critics Association Awards, annunciata il 16 dicembre 2019, ha premiato i migliori film usciti nel corso dell'anno.

## Vincitori
A seguire vengono indicati i vincitori, in grassetto.

### Miglior film
1. 1917, regia di Sam Mendes
2. Storia di un matrimonio (Marriage Story), regia di Noah Baumbach
3. Parasite (Gisaengchung), regia di Bong Joon-ho
4. The Irishman, regia di Martin Scorsese
5. C'era una volta a... Hollywood (Once Upon a Time in... Hollywood), regia di Quentin Tarantino
6. Jojo Rabbit, regia di Taika Waititi
7. Piccole donne (Little Women), regia di Greta Gerwig
8. The Farewell - Una bugia buona (The Farewell), regia di Lulu Wang
9. I due papi (The Two Popes), regia di Fernando Meirelles
10. Cena con delitto - Knives Out (Knives Out), regia di Rian Johnson

### Miglior regista
1. Sam Mendes - 1917
2. Bong Joon-ho - Parasite (Gisaengchung)
3. Martin Scorsese - The Irishman
4. Quentin Tarantino - C'era una volta a... Hollywood (Once Upon a Time in... Hollywood)
5. Noah Baumbach - Storia di un matrimonio (Marriage Story)

### Miglior attore
1. Adam Driver - Storia di un matrimonio (Marriage Story)
2. Joaquin Phoenix - Joker
3. Antonio Banderas - Dolor y gloria
4. Leonardo DiCaprio - C'era una volta a... Hollywood (Once Upon a Time in... Hollywood)
5. Robert De Niro - The Irishman

### Miglior attrice
1. Scarlett Johansson - Storia di un matrimonio (Marriage Story)
2. Renée Zellweger - Judy
3. Charlize Theron - Bombshell - La voce dello scandalo (Bombshell)
4. Saoirse Ronan - Piccole donne (Little Women)
5. Awkwafina - The Farewell - Una bugia buona (The Farewell) a pari merito con Lupita Nyong'o -  Noi (Us)

### Miglior attore non protagonista
1. Brad Pitt - C'era una volta a... Hollywood (Once Upon a Time in... Hollywood)
2. Willem Dafoe - The Lighthouse
3. Joe Pesci - The Irishman
4. Al Pacino - The Irishman
5. Shia LaBeouf - Honey Boy

### Miglior attrice non protagonista
1. Laura Dern - Storia di un matrimonio (Marriage Story)
2. Margot Robbie - Bombshell - La voce dello scandalo (Bombshell)
3. Florence Pugh - Piccole donne (Little Women)
4. Jennifer Lopez - Le ragazze di Wall Street - Business Is Business (Hustlers)
5. Annette Bening - The Report

### Miglior film straniero
1. Parasite (Gisaengchung), regia di Bong Joon-ho
2. Dolor y gloria, regia di Pedro Almodóvar
3. The Farewell - Una bugia buona (The Farewell), regia di Lulu Wang
4. I miserabili (Les Misérables), regia di Ladj Ly
5. Ritratto della giovane in fiamme (Portrait de la jeune fille en feu), regia di Céline Sciamma

### Miglior documentario
1. Apollo 11, regia di Todd Douglas Miller
2. One Child Nation, regia di Nanfu Wang e Jialing Zhang
3. Made in USA - Una fabbrica in Ohio (American Factory), regia di Steven Bognar e Julia Reichert
4. Honeyland (Medena zemja), regia di Tamara Kotevska e Ljubomir Stefanov
5. Alla mia piccola Sama (For Sama), regia di Waad al-Kateab ed Edward Watts

### Miglior film d'animazione
1. Toy Story 4, regia di Josh Cooley
2. Dov'è il mio corpo? (J'ai perdu mon corps), regia di Jérémy Clapin

### Miglior fotografia
1. Roger Deakins -  1917
2. Hong Kyung-pyo -  Parasite (Gisaengchung)

### Miglior sceneggiatura
1. Noah Baumbach -  Storia di un matrimonio (Marriage Story)
2. Steven Zaillian -  The Irishman

### Miglior colonna sonora
1. Thomas Newman -  1917
2. Alexandre Desplat -  Piccole donne (Little Women)

### Russell Smith Award
- The Lighthouse per il miglior film indipendente a basso budget